# Municipio de Plankinton
El municipio de Plankinton (en inglés: Plankinton Township) es un municipio ubicado en el condado de Aurora en el estado estadounidense de Dakota del Sur. En el año 2010 tenía una población de 211 habitantes y una densidad poblacional de 2,39 personas por km².

## Geografía
El municipio de Plankinton se encuentra ubicado en las coordenadas 43°43′28″N 98°29′46″O / 43.72444, -98.49611. Según la Oficina del Censo de los Estados Unidos, el municipio tiene una superficie total de 88.38 km², de la cual 88,3 km² corresponden a tierra firme y (0,09 %) 0,08 km² es agua.

## Demografía
Según el censo de 2010, había 211 personas residiendo en el municipio de Plankinton. La densidad de población era de 2,39 hab./km². De los 211 habitantes, el municipio de Plankinton estaba compuesto por el 81,99 % blancos, el 0,47 % eran afroamericanos, el 15,17 % eran amerindios, el 0,47 % eran asiáticos y el 1,9 % eran de una mezcla de razas. Del total de la población el 1,9 % eran hispanos o latinos de cualquier raza.